# Кугарок
Кугарок (англ. Kougarok River) — река на полуострове Сьюард, на западе штата Аляска, США. Приток реки Кузитрин. Длина реки Кугарок составляет 72 км.
Берёт начало путём слияния двух небольших верховий. Течёт преимущественно в южном направлении. Впадает в реку Кузитрин, которая несёт свои воды в бухту Имурук (разгружается в Берингово море).
Изначально река называлась Kugruk, однако затем название было изменено для того чтобы избежать путаницы с другими реками, которые носят то же название. В начале XX века на реке осуществлялась добыча золота, однако добыча заметно уменьшилась после Второй мировой войны. Шоссе Ном — Тейлор проходит вдоль реки на большей части её течения.